# سامانثا مالوني
سامانثا مالوني (بالإنجليزية: Samantha Maloney)‏ هي موسيقية أمريكية، ولدت في 11 ديسمبر 1975 في كوينز في الولايات المتحدة.

## وصلات خارجية
- الموقع الرسمي
- سامانثا مالوني على موقع IMDb (الإنجليزية)
- سامانثا مالوني على موقع ألو سيني (الفرنسية)
- سامانثا مالوني على موقع ميوزك برينز (الإنجليزية)
- سامانثا مالوني على موقع أول موفي (الإنجليزية)
- سامانثا مالوني على موقع ديسكوغز (الإنجليزية)
- سامانثا مالوني على موقع قاعدة بيانات الفيلم (الإنجليزية)
- سامانثا مالوني على موقع كينوبويسك (الروسية)